# Jean-Luc Thérier
Jean-Luc Thérier, född 7 oktober 1945 i Hodeng-au-Bosc i Seine-Maritime, död 31 juli 2019 i Neufchâtel-en-Bray i Seine-Maritime, var en fransk rallyförare.

## Rallykarriär
Åren innan det blev ett världsmästerskap, så tävlade Thérier i vissa internationella tävlingar, och vann Akropolisrallyt och San Remo-rallyt 1970.
Thérier tävlade för Alpine-Renault i Rally-VM:s begynnelse, och var den förare som tog flest poäng under säsongen 1973. Dock fanns det då inget förarmästerskap att tävla om, vilket ledde till att Thérier inte blev världsmästare. Däremot hjälpte han Alpine-Renault till att bli historiens första världsmästare i rally.
Efter sina tre delsegrar 1973 kom Thérier att vinna ytterligare två rallyn, det sista på hemmaplan i Frankrike 1980. Thérier kom även att delta i Le Mans 24-timmars under sin karriär.
Han deltog i Monte Carlo-rallyt 13 gånger mellan 1969 och 1984, med andraplatsen 1971 som främsta resultat där.